# 1,3-ジエチルベンゼン
1,3-ジエチルベンゼン（英: 1,3-Diethylbenzene）は、ベンゼン環の1位と3位にエチル基が置換した有機化合物である。化学式はC6H4(C2H5)2で表される。

## 用途
ジビニルベンゼンやイオン交換樹脂の原料、ポリスチレンの架橋剤として使用されるほか、沸点が181℃と高いことから高沸点溶媒として使用される。
日本の消防法では、危険物第4類第二石油類（非水溶性）に該当する。